# Synligt högenergiljus
Synligt högenergiljus (engelska high-energy visible light – HEV light), även blått ljus, avser inom oftalmologi högenergiljus inom det violetta/blåa våglängdsbandet från 380 - 500 nm i det synliga spektrumet.
HEV-ljus har implicerats som orsak till åldersförändringar i gula fläcken. Sedan 2004 har solglasögon konstruerats specifikt för att blockera HEV.

## Risker med blått ljus
Faran med blått ljus definieras som potentialen för en fotokemiskt åstadkommen skada på näthinnan som resultat från strålningsexponering av våglängder primärt mellan 400 och 500 nm. Detta har inte visats inträffa hos människor, bara oklara slutsatser i en del gnagar- och primatstudier.
Mekanismerna för fotokemiskt orsakad näthinneskada orsakas av absorption av ljuset genom fotoreceptorer i ögat. Under normala förhållanden när ljus når fotoreceptorn, bleks cellen och blir oanvändbar tills den har återhämtat sig genom en metabolisk process som kallas den visuella cykeln.
Absorption av blått ljus har visats orsaka en omvändning av processen där cellen blir oblekt och åter mottaglig för ljus innan den är redo.  Detta ökar risken stort för potentiella oxidativa skador.
Genom denna mekanism kan en del biologiska vävnader såsom hud, ögats lins, och i synnerhet näthinnan uppvisa obotliga skador orsakade av långvarig exponering för måttliga nivåer av ultraviolett strålning och ljus med kort våglängd.[källa behövs]